# 7600 Vacchi
7600 Vacchi este un asteroid din centura principală de asteroizi.

## Descriere
7600 Vacchi este un asteroid din centura principală de asteroizi. A fost descoperit pe 9 septembrie 1994 la Colleverde de Vincenzo Silvano Casulli. El prezintă o orbită caracterizată de o semiaxă mare de 2,71 ua, o excentricitate de 0,02 și o înclinație de 8,6° în raport cu ecliptica.